# Chambermaid
Chambermaid är en EP av den amerikanska artisten Emilie Autumn från 2001. Titelspåret samt "What If" är hämtade från debutalbumet On a Day..., övriga låtar var tidigare outgivna men kan numera hittas på samlingen A Bit o' This & That (2007). Precis som med debutalbumet gavs Chambermaid ut på Emilie Autumns egen etikett Traitor Records som inte längre existerar, varför EP:n inte längre trycks.
EP:n har ibland felaktigt klassats som en singel från On a Day..., även om den släpptes som en föregångare till andra albumet Enchant.

## Låtlista
Låtarna skrivna av Emilie Autumn, om inget annat anges.
1. "Chambermaid" – 3:16
2. "Chambermaid (Space Mountain Mix)" – 	6:47
3. "Chambermaid (Decomposition Mix)" – 	3:02
4. "Largo for Violin & Harpsichord" (Bach) – 	4:08
5. "What If" – 4:12
6. "What If (Blackbird Remix)" – 	4:25
7. "Hollow Like My Soul" (M. Boyd, Arr. E. Autumn) – 	4:48
8. "I Don't Care Much" (Kander/Ebb, från "Cabaret") – 	19:27
9. "Revelry" – 	0:03

## Medverkande
- Emilie Autumn – sång, fiol, producent
- Roger Lebow – cello
- Edward Murray – cembalo
- Michael Egan – luta
- Fred Vogler – inspelning